# Aiceona osugii
Aiceona osugii är en insektsart som beskrevs av Takahashi, R. 1924. Aiceona osugii ingår i släktet Aiceona och familjen långrörsbladlöss. Inga underarter finns listade i Catalogue of Life.